# Chrysophyllum sparsiflorum
Chrysophyllum sparsiflorum – gatunek drzew należących do rodziny sączyńcowatych. Jest szeroko rozpowszechniony w tropikalnej części Ameryki Południowej.